# Geoffrey Winthrop Young
Geoffrey Winthrop Young (Kensington, 25 ottobre 1874 – Londra, 8 settembre 1958) è stato un alpinista, poeta, scrittore e pedagogista inglese, fu uno dei personaggi più importanti dell’alpinismo britannico, alpinista di eccezione prima e dopo la guerra del 1914-18. Giunse sulle Alpi in un periodo in cui tutte le vette principali erano già state scalate e pertanto il suo obiettivo fu quello di trovare nuove vie per raggiungerle. La sua montagna preferita fu il Weisshorn nel Cantone del Vallese in Svizzera: ne scalò la vetta otto volte per vie diverse, quattro delle quali erano nuove salite.

## Biografia
Figlio dell'avvocato e politico liberale sir George Young, Geoffrey Winthrop Young crebbe a Cookham, nella contea di Berkshire. Studiò lingue classiche al Trinity College di Cambridge. Durante gli studi iniziò a scrivere e ad arrampicarsi in Galles e nel Lake District. Come scrittore vinse la "Chancellor's Medal for English Verse" e pubblicò The Roof Climber's Guide to Trinity. Proseguì gli studi a Jena in Germania. Presumibilmente a causa della sua omosessualità, fu licenziato dall'incarico di insegnante di lingue all'Eton College nel Berkshire nel 1905 e da quello di ispettore scolastico statale nel 1914. Young pubblicò poesie, articoli e, nel 1920, il libro Mountain Craft, un manuale di 600 pagine su tutti gli aspetti e le tecniche dell'alpinismo. Per un certo periodo lavorò come consulente per la Fondazione Rockefeller, coinvolta in progetti per lo sviluppo della scienza e della cultura nell'Europa dilaniata dalla guerra. Nel 1927 pubblicò On High Hills, un libro di ricordi delle sue attività alpinistiche in Inghilterra e sulle Alpi. Nel 1951 divulgò le sue esperienze come alpinista, "con una protesi alla gamba", con il titolo Mountains with a Difference. Young scrisse anche la sua autobiografia, The Grace of Forgetting. Young nel corso della prima guerra mondiale fu volontario sul fronte italiano dell'Isonzo, comandante durante tutta la guerra di una Sezione automobilistica della Croce Rossa Britannica organizzata e sostenuta a spese di suo padre per le truppe combattenti. Con carità e abnegazione, si prodigò quale semplice soccorritore e raccoglitore dei feriti sulle linee più avanzate, ebbe una gamba fracassata dal colpo di una granata sotto l’infuriare degli attacchi più spaventosi sul Monte Santo il 2 settembre 1917. Appena amputato ritornò in primissima linea distinguendosi nella prima battaglia del Piave per la sua eroica attività sotto il fuoco intenso del nemico. Dopo l'ascesa al potere di Hitler nel 1933, Young viaggiò con una delegazione attraverso la Germania, visitando, tra gli altri luoghi, il campo di concentramento di Dachau, vicino a Monaco di Baviera. Durante il periodo nazista, mantenne i contatti con altri antifascisti in Germania, molti dei quali divennero vittime del regime. Riuscì a portare in Inghilterra Kurt Hahn, un educatore ebreo progressista e direttore della prestigiosa scuola di Salem nel Baden-Württemberg. Con lui, fondò la Gordonstoun School in Scozia, un collegio progressista frequentato, tra gli altri, da Carlo III del Regno Unito e da suo padre Filippo di Edimburgo. 
Young fu un critico convinto del sistema scolastico britannico. All'inizio degli anni '20, insieme all'insegnante George Mallory, delineò un progetto per una scuola ideale del futuro. Le attività all'aria aperta, l'escursionismo, l'arrampicata, l'artigianato e l'agricoltura giocarono un ruolo importante, così come una maggiore collaborazione tra genitori e insegnanti. Anche in età avanzata, Young promosse l'educazione all'aria aperta dei giovani, inclusa l'istituzione degli "Outdoor Education Centres".

## L'alpinista
Il suo primo grande tour fu quello dello Jungfrau nell'Oberland Bernese, in memoria di suo padre, che aveva effettuato la prima salita del ghiacciaio Guggi con le guide Christian Almer e Peter Baumann nel 1865. La sua prima importante prima salita fu sul monte Weisshorn: con le guide Louis e Benoît Theytaz, il 7 settembre 1900 scalò una cresta che scendeva verso ovest dalla cresta nord, in seguito nota come Younggrat. Nel 1904, Young raggiunse il Cervino per la prima volta. In seguito effettuò importanti prime ascensioni nelle Alpi, principalmente con la guida alpina vallesana Josef Knubel di St. Niklaus. Tra le varie scalate effettuò la parete sud-est del Weisshorn, il 28 agosto 1905, la parete sud-ovest del Täschhorn, il 11 agosto 1906, la parete est dello Zinalrothorn, il 21 agosto 1907, la parete nord-est del Weisshorn, il 31 agosto 1909, la prima discesa attraverso la cresta delle Rondini al Grandes Jorasses, il 11 agosto 1911) la parete est dell'Aiguille du Grépon, il 19 agosto 1911, e la parete sud-ovest dello Gspaltenhorn, il 14 luglio 1914. Dal 1890 fu membro del Club Alpino Svizzero, che presiedette durante la seconda guerra mondiale. Nel 1913 divenne presidente del Climbers' Club, che promosse l'arrampicata competitiva su roccia e pubblicò le prime guide di arrampicata. Nel 1945 Young fu uno dei promotori del "British Mountaineering Council", l'organizzazione degli alpinisti e delle organizzazioni alpinistiche britanniche. A Pen-y-Pass nella Snowdonia, nel Galles del Nord, organizzò incontri di alpinisti britannici tra il 1907 e il 1947, interrotti dalle due guerre mondiali. Tra gli ospiti figuravano l'élite dell'alpinismo britannico, così come il fisico Ernest Rutherford, l'economista John Maynard Keynes, lo scrittore Aldous Huxley e il pioniere dell'Everest George Mallory. Young guardava con scetticismo gli sviluppi tecnici dell'alpinismo, percependo che la sua idea romantica di alpinismo era sempre più sostituita da uno sport senz'anima. Criticò la prima salita dell'Annapurna da parte di una spedizione francese nel 1950, la cui squadra tornò dalla vetta con gravi congelamenti. Il 6 settembre 1958 morì di cancro in una casa di cura londinese. La moglie e il figlio sparsero le sue ceneri sulle colline intorno a Pen-y-Pass.

## Carriera alpinistica
- 1897 Salita al Pointe de la Sana, 3 435 m, (Alpi della Vanoise e del Grand Arc)
- 1897 Salita all' Aiguille de la Grande Motte, 3 653 m, (Alpi della Vanoise e del Grand Arc)
- 1897 Salita al Tsanteleina, 3 601 m, (Alpi Graie)
- 1897 Salita dell'Aiguille de la Grande Sassière, 3 751 m, (Alpi Graie)
- 1898 Ascensione in solitaria della Pigne de la Lé da Zinal, (Alpi Pennine)
- 1899 Salita dello Zinalspitze (Ponte Zinal), 3 789 m, e dell'Arbenhorn (Mont Durand), 3 713 m, in un giorno, (Alpi Pennine)
- 1899 Salita del Cervino, 4 478 m, (Alpi Pennine)
- 1900 Prima ascensione del Weisshorn - parete ovest "Young-Rippe", IV grado di difficoltà, 4 505 m, (Alpi Pennine)
- 1900 Prima ascensione del Weisshorn - Grand Gendarme - cresta nord in discesa, 4 505 m, (Alpi Pennine)
- 1904 Traversata del Cervino, 4 478 m, (Alpi Pennine)
- 1905 Prima salita al Weisshorn - parete sud-est detta "Young Variant", 4 505 m, (Alpi Pennine)
- 1906 Prima salita al Breithorn di Zermatt - cresta nord "Younggrat", III grado di difficoltà, 55°, 1 250 m, 4 165 m, (Alpi Pennine)
- 1906 Prima salita al Dent du Requin - cresta sud-est (Cresta Chapeau à Cornes), IV+ grado di difficoltà, 800 km, 3 422 m, (zona del Monte Bianco)
- 1906 Prima salita al Täschhorn per la parete sud-ovest, 850 m, 55°-60°, 4 490 m, (Alpi Pennine)
- 1907 Prima salita allo Zinalrothorn - parete est destra detta "Young-Führe", 4 221 m, (Alpi Pennine)
- 1907 Prima salita al Rimpfischhorn - parete est detta "Knubel-Führe", 4 203 m, (Alpi Pennine)
- 1907 Prima ascensione dell'Aiguille du Midi, 3 842 m, - Aiguille du Plan "Midi Plan Grat", III gradodi difficoltà, 3 673 m, (regione del Monte Bianco)
- 1907 Prima ascensione della parete nord del Grandes Jorasses, 4 205 m, (regione del Monte Bianco)
- 1909 Prima ascensione della parete nord-est del Weisshorn detta"via Knubel-Young-Perry Smith", 50°, 1 000 m, 4 505 m, (Alpi Pennine)
- 1911 Prima ascensione della cima ovest del Grandes Jorasses - cresta ovest di Pointe Whymper, IV grado di difficoltà, 4 196 m, (regione del Monte Bianco)
- 1911 Prima ascensione della cresta nord-est del Grandes Jorasses "Hirondellesgrat" in discesa, V grado di difficoltà, 750 m, 4 208 m, (regione del Monte Bianco)
- 1911 Salita al Barre des Ecrins-cresta ovest, 4 101 m, (Alto Delfinato)
- 1911 Salita all'Aiguille du Grépon-diretta parete est "Knubelriß", V+ grado di difficoltà, 800 HM, 3 482 m, (zona del Monte Bianco)
- 1911 Salita al Monte Bianco-Brouillardgrat sul versante occidentale fino al Colle Emile Rey, IV grado di difficoltà, ghiaccio 50°, 1500 HM, 4 810 m, (zona Monte Bianco)
- 1911 Salita al Picco Luigi Amedeo, 4 469 m, (Brouillardgrat, zona Monte Bianco)
- 1914 Salita al Gspaltenhorn-cresta sudovest detta "Rote Teeth", IV, 3 437 m, (Alpi Bernesi)
- 1914 Salita al Dente del Gigante-parete sud-ovest "Via normale", V+ grado di difficoltà, 140 HM, 4 013 m, (zona del Monte Bianco)
- 1914 Salita Cervino-Zmutgrat, 4 478 m, (Alpi Pennine)
- 1927 Prima salita al Grandes Jorasses-cresta nord-est "Hirondellesgrat" ascendente, V grado di difficoltà, 750 HM, 4 208 m, (zona del Monte Bianco)
- 1928 Salita al Cervino, 4 478 m, (Alpi Pennine)
- 1935 Salita al Zinalrothorn, 4 221 m, (Alpi vallesane); prima salita al Grisighorn-parete est detta "Salita Ruppen-Young", 3 177 m, (Alpi Bernesi); prima salita al Fußhorn settentrionale tramite parete ovest/cresta sud, (Alpi bernesi); salita al Fußhorn centrale, (Alpi Bernesi); prima salita al Fußhorn meridionale Fußhorn, (Alpi Bernesi); salita al Aletschhorn, 4 195 m, (Alpi Bernesi); salita al Jungfrau, 4 158 m, (Alpi Bernesi); salita alla cresta sud del Nesthorn e della cresta sud-est, 3 822 m, (Alpi Bernesi); terza salita al Fusshörner, (Alpi Bernesi); salita al Wellenkuppe, 3 903 m, e all'Obergabelhorn, 4 063 m, discesa via Arbengrat, (Alpi Pennine); salita della cresta nord dello Zinalrothorn, 4 221 m, (Alpi Pennine); prima salita della parete nord del Monte Dom, 4 545 m, (Alpi Pennine); prima salita della parete ovest dello Zinalrothorn, 4 221 m, (Alpi Pennine); prima salita della parete sud del Weisshorn "Diagonale", 4 505 m, (Alpi Pennine); prima salita della parete nord del Breithorn di Zermatt, 4 165 m, (Alpi Pennine); salita del Lyskamm, 4 527 m, (Alpi Pennine); traversata del Monte Rosa, 4 634 m, (Alpi Pennine); prima salita dell'Aiguille du Grépon - versante Mer de Glace, 3 482 m, (area del Monte Bianco); prima salita al Barre des Écrins - parete sud, 4 101 m, (Delfinato).